# Gran Premio d'Olanda 1976
Il Gran Premio d'Olanda 1976, valido anche come Gran Premio d'Europa 1976, è stata la dodicesima prova della stagione 1976 del Campionato mondiale di Formula 1. Si è corsa domenica 29 agosto 1976 sul Circuito di Zandvoort. La gara è stata vinta dal britannico James Hunt su McLaren-Ford Cosworth; per il vincitore si trattò del quinto successo nel mondiale. Ha preceduto sul traguardo lo svizzero Clay Regazzoni  su Ferrari e lo statunitense Mario Andretti su Lotus-Ford Cosworth.

## Vigilia

### Aspetti tecnici
Vi fu l'esordio, ma solo in prova per il nuovo modello della McLaren, l'M26, affidata a Jochen Mass. Anche la Shadow portò un nuovo modello, la DN8, utilizzata da Tom Pryce, anche in gara.
All'indomani del Gran Premio d'Austria vi furono delle polemiche per i carburanti utilizzati da talune scuderie, come Penske e McLaren. Si paventò che potesse aggiungere alla benzina dell'alcol metilico, o una miscela di alcol, al fine di aumentarne gli ottani.

### Aspetti sportivi
La Ferrari, dopo aver annunciato il 5 agosto, la sua volontà di abbandonare la Formula 1 in relazione alle decisioni della FIA in merito al Gran Premio di Spagna, e aver così perso il Gran Premio d'Austria, ritornò sui suoi passi e, il 23 agosto e decise di ripresentarsi al via. Dopo una riunione a Maranello al quale parteciparono anche il presidente dell'Automobile Club Italiano Carpi de' Resmini e l'ingegner Rogano, presidente della CSAI, la scuderia ottenne l'impegno a una riforma della CSI, la commissione internazionale che controllava la regolarità delle monoposto, che prevedesse l'entrata di rappresentanti dei costruttori nell'organismo Partecipò al gran premio il solo Clay Regazzoni, con Niki Lauda ancora convalescente, pronto a trasferirsi da Salisburgo a Ibiza. Anche il ticinese non era in perfetta forma, per via di un infortunio subito giocando a tennis.

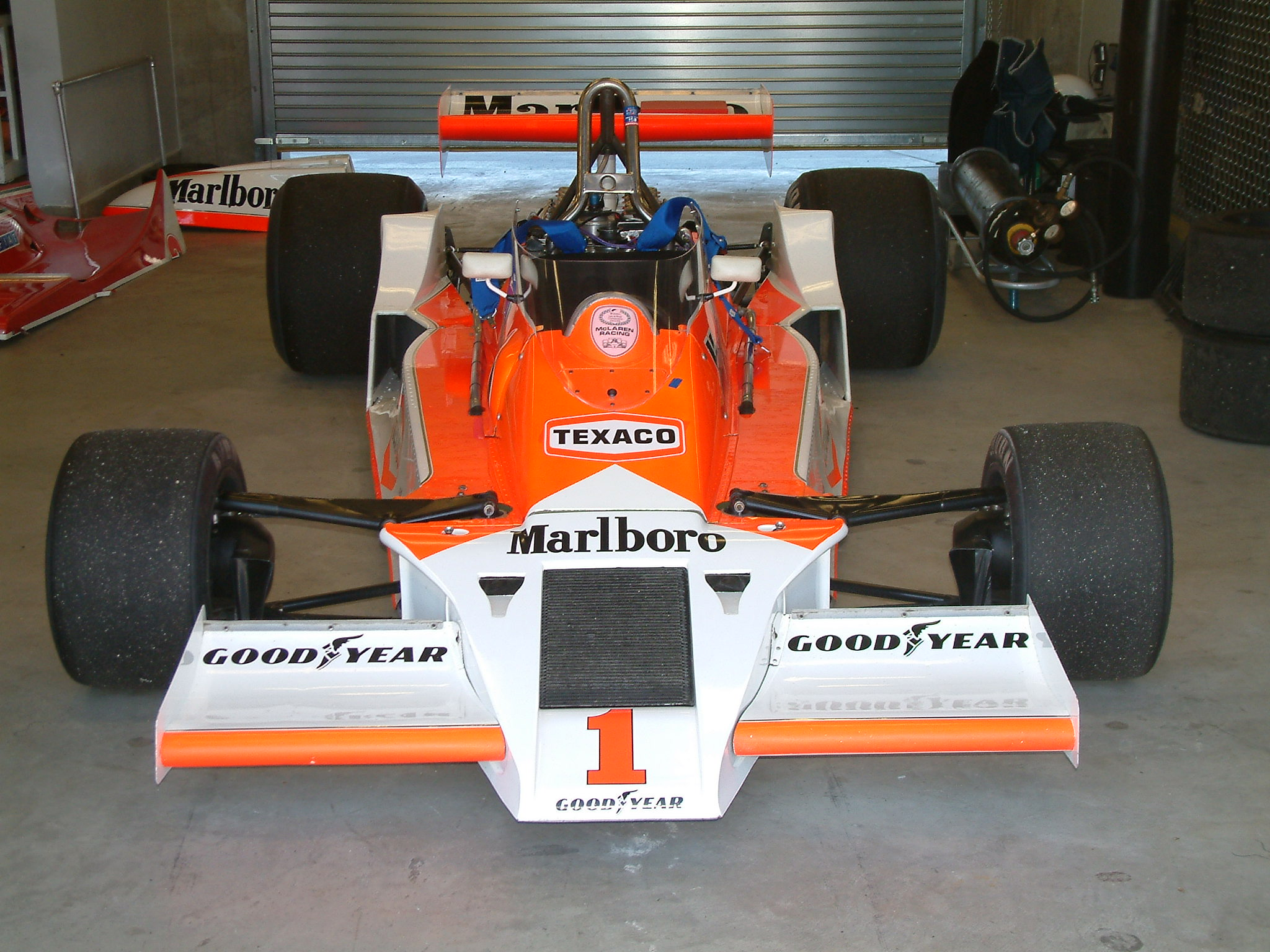
La McLaren portò all'esordio il nuovo modello M26, ma solo nelle prove.

Inizialmente Carlos Reutemann annunciò l'abbandono della Brabham, per essere sostituito da Rolf Stommelen. Successivamente l'argentino venne confermato dalla casa britannica ancora per questo gran premio, mentre il tedesco, già impegnato nel Gran Premio di Germania proprio con la Brabham, trovò un ingaggio sulla Hesketh.
La Surtees sostituì Brett Lunger con Conny Andersson, all'esordio nel mondiale. Con Andersson, che stava lottando con Riccardo Patrese per il titolo della F3 europea, il numero di piloti svedesi in F1 salì a tre. Il belga Jacky Ickx, dopo aver corso nella prima parte della stagione con la Wolf-Williams trovò il volante dell'Ensign, ove prese il posto di Hans Binder. La gara olandese vide il ritorno della casa locale Boro, sempre con una vettura affidata a Larry Perkins, e l'esordio nel mondiale del pilota di casa Boy Hayje su una Penske della F&S Properties. Non si vide invece la RAM, ancora bloccata da questioni giudiziarie.
Il gran premio, dopo l'edizione del 1962 assunse nuovamente il titolo di Gran Premio d'Europa.

## Qualifiche

### Resoconto
Nella prima giornata di prove il miglior tempo venne fatto segnare da James Hunt, in 1'21"75, davanti ai primi due del Gran Premio d'Austria Watson e Jacques Laffite. Quarto fu Reutemann, penalizzato da una rottura del motore e da un muletto in cui le sospensioni posteriori erano poco confacenti allo stile di guida dell'argentino. Regazzoni colse solo il quindicesimo tempo; ciò fu dovuto non solo alle precarie condizioni fisiche dello svizzero, ma anche dal fatto che sulla Ferrari le nuove gomme, provate dagli altri team già in Austria, non riuscivano a essere performanti.
Al sabato Ronnie Peterson conquistò la pole, undicesima per lui nel mondiale (ultima nel Gran Premio d'Argentina 1974 con la Lotus), e quinta per la March (essa rappresenta la pole ultima per la casa britannica nel mondiale), che batté Hunt per soli otto centesimi. In seconda fila si inserì Tom Pryce della Shadow, davanti a Watson, mentre Clay Regazzoni ottenne il quinto tempo, a circa mezzo secondo dal poleman.
Lo svizzero individuò negli pneumatici il vero problema della sua vettura, tanto che dichiarò:
Vi fu anche un contrasto tra la Scuderia Ferrari e la Goodyear, fornitrice degli pneumatici. La casa italiana voleva infatti utilizzare quelli già usati nei test privati svolti a Fiorano, mentre il fornitore spingeva per utilizzare quelli in dotazione alle altre scuderie. La Ferrari ottenne il tempo migliore con Regazzoni proprio utilizzando le coperture che desiderava.
Le prove vennero caratterizzata anche da un incidente tra Larry Perkins e John Watson, col primo che tamponò il secondo, facendo volare entrambi fuori dal tracciato, senza conseguenze per i piloti. Anche Jochen Mass, che testava la McLaren M26 fu protagonista di un'uscita di pista.

### Risultati
Nella sessione di qualifica si è avuta questa situazione:
| Pos | Nº | Pilota                   | Costruttore                 | Tempo   | Griglia |
| --- | -- | ------------------------ | --------------------------- | ------- | ------- |
| 1   | 10 | Ronnie Peterson          | March-Ford Cosworth         | 1'21"31 | 1       |
| 2   | 11 | James Hunt               | McLaren-Ford Cosworth       | 1'21"39 | 2       |
| 3   | 16 | Tom Pryce                | Shadow-Ford Cosworth        | 1'21"55 | 3       |
| 4   | 28 | John Watson              | Penske-Ford Cosworth        | 1'21"62 | 4       |
| 5   | 2  | Clay Regazzoni           | Ferrari                     | 1'21"85 | 5       |
| 6   | 5  | Mario Andretti           | Lotus-Ford Cosworth         | 1'21"88 | 6       |
| 7   | 9  | Vittorio Brambilla       | March-Ford Cosworth         | 1'21"88 | 7       |
| 8   | 3  | Jody Scheckter           | Tyrrell-Ford Cosworth       | 1'21"91 | 8       |
| 9   | 8  | Carlos Pace              | Brabham-Alfa Romeo          | 1'22"03 | 9       |
| 10  | 26 | Jacques Laffite          | Ligier-Matra                | 1'22"06 | 10      |
| 11  | 22 | Jacky Ickx               | Ensign-Ford Cosworth        | 1'22"13 | 11      |
| 12  | 7  | Carlos Reutemann         | Brabham-Alfa Romeo          | 1'22"16 | 12      |
| 13  | 6  | Gunnar Nilsson           | Lotus-Ford Cosworth         | 1'22"16 | 13      |
| 14  | 4  | Patrick Depailler        | Tyrrell-Ford Cosworth       | 1'22"27 | 14      |
| 15  | 12 | Jochen Mass              | McLaren-Ford Cosworth       | 1'22"48 | 15      |
| 16  | 19 | Alan Jones               | Surtees-Ford Cosworth       | 1'22"51 | 16      |
| 17  | 30 | Emerson Fittipaldi       | Copersucar-Ford Cosworth    | 1'22"55 | 17      |
| 18  | 34 | Hans-Joachim Stuck       | March-Ford Cosworth         | 1'22"59 | 18      |
| 19  | 27 | Larry Perkins            | Boro-Ford Cosworth          | 1'23"10 | 19      |
| 20  | 17 | Jean-Pierre Jarier       | Shadow-Ford Cosworth        | 1'23"18 | 20      |
| 21  | 39 | Boy Hayje                | Penske-Ford Cosworth        | 1'23"26 | 21      |
| 22  | 38 | Henri Pescarolo          | Surtees-Ford Cosworth       | 1'23"55 | 22      |
| 23  | 20 | Arturo Merzario          | Wolf Williams-Ford Cosworth | 1'24"09 | 23      |
| 24  | 24 | Harald Ertl              | Hesketh-Ford Cosworth       | 1'24"37 | 24      |
| 25  | 25 | Rolf Stommelen           | Hesketh-Ford Cosworth       | 1'24"71 | 25      |
| 26  | 18 | Conny Andersson          | Surtees-Ford Cosworth       | 1'24"74 | 26      |
| NQ  | 40 | Alessandro Pesenti-Rossi | Tyrrell-Ford Cosworth       | 1'26"01 | NQ      |

## Gara

### Resoconto

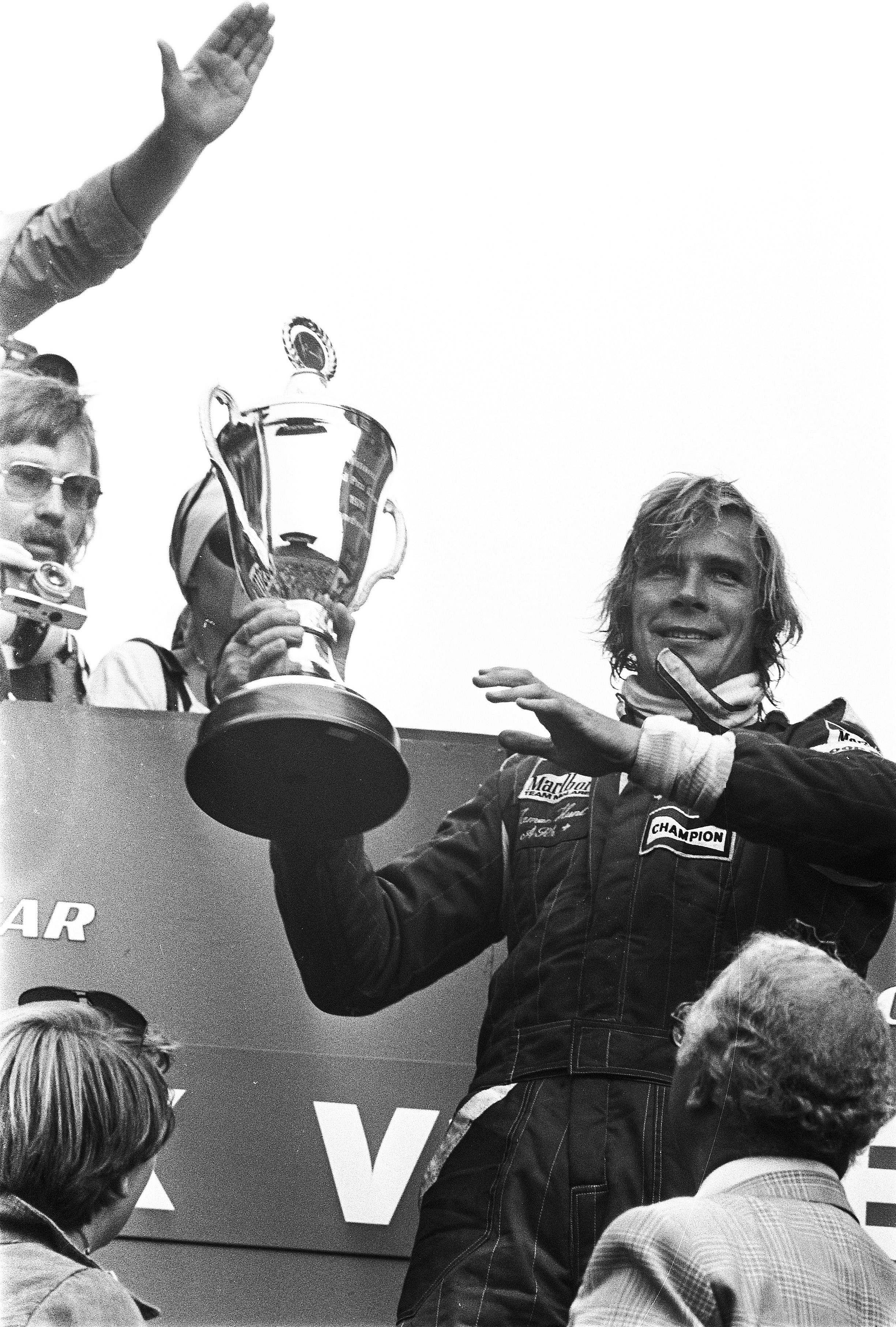
James Hunt, vincitore della gara su McLaren M23, viene premiato sul gradino più alto del podio.

Ronnie Peterson scattò al comando seguito da John Watson, James Hunt, Mario Andretti e Tom Pryce. Regazzoni, l'unico ferrarista in gara, passò, tra primo e secondo giro, sia Jody Scheckter che Tom Pryce, entrando così in zona punti.
Peterson veniva pressato da Watson per la prima posizione; il duello fra i due finì per far avvicinare anche James Hunt. Dopo un ennesimo attacco andato a vuoto alla curva Tarzan, Watson commise un errore, che consentì al pilota della McLaren di portarsi in seconda posizione. Nello stesso giro anche Clay Regazzoni migliorò di una piazza, superando Andretti.
Al dodicesimo giro sia James Hunt che John Watson passarono Peterson, che così scalò in terza posizione, davanti a Clay Regazzoni, Andretti, Pryce e Scheckter. Al giro 15, sempre alla prima curva Scheckter passò Pryce e, tre giri dopo, anche Regazzoni ebbe la meglio su Ronnie Peterson, entrando sul podio virtuale del gran premio.
Il duello per il primo posto, tra Hunt, in crisi di gomme, e Watson, durò per molti giri, col il pilota della Penske che tentò per diverse volte, alla prima staccata, di passare Hunt. Dietro ai due vi era sempre Regazzoni, seguito da Peterson, Andretti, Scheckter e Pryce.
Al quarantesimo giro vi fu anche un contatto tra Hunt e Watson, che danneggiò la monoposto di quest'ultimo che dovette, di fatto,  ridurre la pressione sul battistrada. Il giro 45 fu caratterizzato da un incidente alla Boro di Larry Perkins che sbatté contro il guard-rail, andò in testacoda e terminò la sua corsa in mezzo al tracciato. Per spostare la vettura venne inviata sulla pista una vettura di servizio. Jody Scheckter, rallentando per le bandiere bianche che indicavano tale avvenimento, venne passato da Tom Pryce.
Al giro 48 ci fu il ritiro di Watson, col cambio fuori uso, danneggiato nella toccata con Hunt. Regazzoni scalò così in seconda posizione, e Scheckter tornò in zona punti. Quattro tornate dopo fu il turno di Peterson a ritirarsi, col propulsore guasto. Entrò in zona punti un rimontante Jacky Ickx che si avvicinò pericolosamente a Scheckter. Al giro 66 però anche l'Ensign del belga fu costretta al ritiro per un guasto elettrico.
Hunt conservò il vantaggio su Regazzoni fino alla bandiera a scacchi, anche se con una vettura ormai inguidabile per l'usura degli pneumatici. Chiuse in zona punti anche Vittorio Brambilla, sesto. L'inglese della McLaren si portò a soli due punti in classifica dal convalescente Niki Lauda, anche se poi, il 24 settembre, sarà squalificato dal Gran Premio di Gran Bretagna.

### Risultati
I risultati del gran premio sono i seguenti:
| Pos | No | Pilota                   | Costruttore                 | Giri | Tempo/Ritiro        | Pos.Griglia | Punti |
| --- | -- | ------------------------ | --------------------------- | ---- | ------------------- | ----------- | ----- |
| 1   | 11 | James Hunt               | McLaren-Ford Cosworth       | 75   | 1:44'52"09          | 2           | 9     |
| 2   | 2  | Clay Regazzoni           | Ferrari                     | 75   | + 0"92              | 5           | 6     |
| 3   | 5  | Mario Andretti           | Lotus-Ford Cosworth         | 75   | + 2"09              | 6           | 4     |
| 4   | 16 | Tom Pryce                | Shadow-Ford Cosworth        | 75   | + 6"94              | 3           | 3     |
| 5   | 3  | Jody Scheckter           | Tyrrell-Ford Cosworth       | 75   | + 22"46             | 8           | 2     |
| 6   | 9  | Vittorio Brambilla       | March-Ford Cosworth         | 75   | + 45"03             | 7           | 1     |
| 7   | 4  | Patrick Depailler        | Tyrrell-Ford Cosworth       | 75   | + 1'06"28           | 14          |       |
| 8   | 19 | Alan Jones               | Surtees-Ford Cosworth       | 74   | + 1 Giro            | 16          |       |
| 9   | 12 | Jochen Mass              | McLaren-Ford Cosworth       | 74   | + 1 Giro            | 15          |       |
| 10  | 17 | Jean-Pierre Jarier       | Shadow-Ford Cosworth        | 74   | + 1 Giro            | 20          |       |
| 11  | 38 | Henri Pescarolo          | Surtees-Ford Cosworth       | 74   | + 1 Giro            | 22          |       |
| 12  | 25 | Rolf Stommelen           | Hesketh-Ford Cosworth       | 72   | + 3 Giri            | 25          |       |
| Rit | 22 | Jacky Ickx               | Ensign-Ford Cosworth        | 66   | Problemi elettrici  | 11          |       |
| Rit | 39 | Boy Hayje                | Penske-Ford Cosworth        | 63   | Trasmissione        | 21          |       |
| Rit | 8  | Carlos Pace              | Brabham-Alfa Romeo          | 53   | Perdita d'olio      | 9           |       |
| Rit | 26 | Jacques Laffite          | Ligier-Matra                | 53   | Perdita d'olio      | 10          |       |
| Rit | 10 | Ronnie Peterson          | March-Ford Cosworth         | 52   | Pressione dell'olio | 1           |       |
| Rit | 24 | Harald Ertl              | Hesketh-Ford Cosworth       | 49   | Testacoda           | 24          |       |
| Rit | 28 | John Watson              | Penske-Ford Cosworth        | 47   | Cambio              | 4           |       |
| Rit | 27 | Larry Perkins            | Boro-Ford Cosworth          | 44   | Incidente           | 19          |       |
| Rit | 30 | Emerson Fittipaldi       | Copersucar-Ford Cosworth    | 40   | Problemi elettrici  | 17          |       |
| Rit | 7  | Carlos Reutemann         | Brabham-Alfa Romeo          | 11   | Frizione            | 12          |       |
| Rit | 6  | Gunnar Nilsson           | Lotus-Ford Cosworth         | 10   | Incidente           | 13          |       |
| Rit | 34 | Hans-Joachim Stuck       | March-Ford Cosworth         | 9    | Motore              | 26          |       |
| Rit | 18 | Conny Andersson          | Surtees-Ford Cosworth       | 9    | Motore              | 18          |       |
| Rit | 20 | Arturo Merzario          | Wolf Williams-Ford Cosworth | 5    | Incidente           | 23          |       |
| NQ  | 40 | Alessandro Pesenti-Rossi | Tyrrell-Ford Cosworth       |      |                     |             |       |

## Statistiche
Piloti
- 5ª vittoria per James Hunt
- 50º Gran Premio per Jean-Pierre Jarier
- 1º Gran Premio per Conny Andersson e Boy Hayje

Costruttori
- 19ª vittoria per la McLaren
- 5ª e ultima pole position per la March

Motori
- 92ª vittoria per il motore Ford Cosworth

Giri al comando
- Ronnie Peterson (1-11)
- James Hunt (12-75)

## Classifiche

### Piloti
| Pos | Pilota             | Punti |
| --- | ------------------ | ----- |
| 1   | Niki Lauda         | 61    |
| 2   | James Hunt         | 47    |
| 3   | Jody Scheckter     | 38    |
| 4   | Patrick Depailler  | 26    |
| 5   | Clay Regazzoni     | 22    |
| 6   | John Watson        | 19    |
| 7   | Jacques Laffite    | 16    |
| 8   | Jochen Mass        | 14    |
| 9   | Gunnar Nilsson     | 10    |
| 10  | Tom Pryce          | 10    |
| 11  | Mario Andretti     | 9     |
| 12  | Carlos Pace        | 7     |
| 13  | Hans-Joachim Stuck | 6     |
| 14  | Alan Jones         | 4     |
| 15  | Carlos Reutemann   | 3     |
| 16  | Emerson Fittipaldi | 3     |
| 17  | Chris Amon         | 2     |
| 18  | Ronnie Peterson    | 1     |
| 19  | Vittorio Brambilla | 1     |
| 20  | Rolf Stommelen     | 1     |

### Costruttori
| Pos | Costruttore              | Punti |
| --- | ------------------------ | ----- |
| 1   | Ferrari                  | 70    |
| 2   | McLaren -Ford Cosworth   | 52    |
| 3   | Tyrrell-Ford Cosworth    | 51    |
| 4   | Penske-Ford Cosworth     | 19    |
| 5   | Ligier-Matra             | 16    |
| 6   | Lotus-Ford Cosworth      | 16    |
| 7   | Shadow-Ford Cosworth     | 10    |
| 8   | Brabham-Alfa Romeo       | 9     |
| 9   | March-Ford Cosworth      | 8     |
| 10  | Surtees-Ford Cosworth    | 4     |
| 11  | Copersucar-Ford Cosworth | 3     |
| 12  | Ensign-Ford Cosworth     | 2     |
| 13  | Parnelli-Ford Cosworth   | 1     |